# De facto
Inom juridiken är de facto (betyder "faktiskt", av latin: de facto [deː ˈfaktoː]) ett begrepp som syftar de faktiska omständigheterna, hur det i själva verket föreligger. Detta sätts ofta i motsats till de jure ("rättsligt") som syftar på vad lagen säger.

## Användning
De facto handlar om hur något är i praktiken. Det behöver inte ha någon motsvarighet i lagtexter eller andra regler – vare sig skriftliga eller muntligt uttalade. Begreppet används ofta för att beskriva hur det verkligen ligger till, i situationer när det finns regler/lagar eller politiska beslut som egentligen eller till synes har en annan innebörd eller målsättning.

## Exempel
- Riksdagen har beslutat att motverka segregationen i Sverige, men de facto hamnar de flesta flyktingar och asylsökande i slutändan ändå i områden där segregationen redan är väldigt stor.
- En ny stat kan de facto erkännas som självständig genom att en annan stat inleder diplomatiska förbindelser med den, detta trots att den andra staten inte i förväg uttryckligen har uttalat att den erkänner staten. Ett de facto-erkännande är provisoriskt,[3] i motsats till ett de jure-erkännande som är mer slutgiltigt.[4] Exempelvis erkände Iran de facto Israel som stat 1950 genom upprättande av diplomatiska relationer.[5]

## De facto-standard
De facto-standard är en standard som tillämpas utan att den föregåtts av en formell överenskommelse eller annan rättsgrund. Detta i motsats till de jure-standard. Exempel:
- Dubbel bokföring
- Qwerty-tangentbordet
- Request for Comments på internetprotokoll